# Flaujagues
Flaujagues é uma comuna francesa na região administrativa da Nova Aquitânia, no departamento da Gironda. Estende-se por uma área de 7,77 km². Em 2010 a comuna tinha 598 habitantes (densidade: 77 hab./km²).